# Unteres Tor (Merkendorf)
Das Untere Tor in der Hauptstraße der Stadt Merkendorf im Fränkischen Seenland (Mittelfranken) ist Teil der Stadtbefestigung.

## Bau

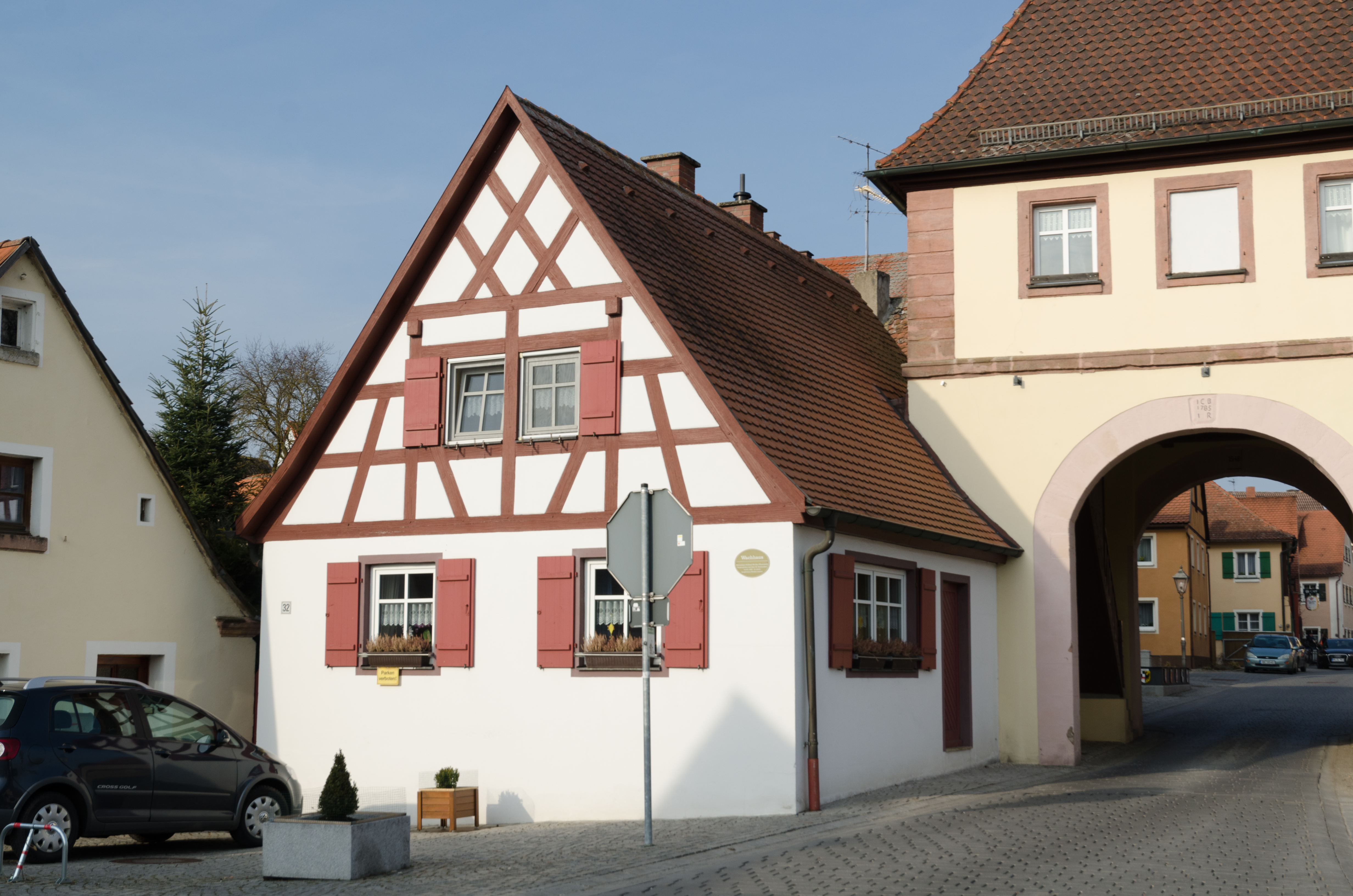
Torwachhaus am Unteren Tor

Das Untere Tor ist zweigeschossig und trägt ein steiles Walmdach mit krönender Laterne. Es stammt aus dem Spätmittelalter und wurde 1785 barockisiert. An den Torbau grenzt das Torwachhaus in Fachwerkbauweise, an dem jedes fremde Fuhrwerk bis 1935 den Pflasterzoll zu entrichten hatte. Es ist das einzige noch existierende Torwachhaus in Merkendorf. Der heutige Bau ist jedoch eine Nachbildung des Originals, das wegen Baufälligkeit 1980 abgebrochen werden musste. Es wurde originalgetreu wieder errichtet. In ihm befindet sich, wie auch im Unteren Tor, eine Wohnung.
Bis in die Mitte des 20. Jahrhunderts läutete in der Dachlaterne früh, mittags und abends eine Glocke.
Das Untere Tor mit Torwachhaus ist eines der Wahrzeichen des Krautstädtchens und ein beliebtes Fotomotiv.